# C'est ma vie, après tout !
Pour plus de détails, voir Fiche technique et Distribution.
C'est ma vie, après tout ! (Whose Life Is It Anyway?) est un film américain réalisé par John Badham, sorti en 1981.

## Synopsis
Après un accident de la route, le sculpteur Ken Harrison devient tétraplégique. Il souffre de multiples lésions liées à son accident comme de multiples fractures et une atteinte de différents organes internes, dont ses reins, rendant obligatoires des dialyses à vie. Lors d'un échange mouvementé avec une ergothérapeute, il fait un malaise grave pouvant évoquer une dysréflexie autonome. Il ne pourra donc survivre sans avoir recours régulièrement à des soins en milieu hospitalier et son espérance de vie est certainement réduite. Si actif autrefois, Ken devient dépendant et sombre vite dans la dépression. S'il reste très souriant et blagueur avec ses soignants, il est parfois en colère mais reste lucide et très fin dans ses réparties. Il garde son humour noir et se décrit lui-même comme "un pudding de chair". Ken envisage alors l'euthanasie. Il se heurte cependant au médecin qui l'a soigné, le Dr. Michael Emerson, farouche adversaire de cette pratique. Ken souhaite alors sortir de l'hôpital et décider de son propre sort. Maintenu interné par le Dr Emerson, Ken fait alors appel à l'avocat Carter Hill pour plaider sa cause.

## Fiche technique
Sauf indication contraire, les informations mentionnées dans cette section peuvent être confirmées par la base de données cinématographiques IMDb,  présente dans la section « Liens externes ».
- Titre : C'est ma vie, après tout !
- Titre original : Whose Life Is It Anyway?
- Réalisation : John Badham
- Scénario : Brian Clark et Reginald Rose, avec les participations non créditées de John Badham, Lawrence P. Bachmann et Robert L. Collins, d'après la pièce Whose Life Is It Anyway? de Brian Clark
- Musique : Arthur B. Rubinstein
- Décors : Gene Callahan
- Costumes : Marianna Elliott
- Photographie : Mario Tosi
- Montage : Frank Morriss
- Production : Lawrence P. Bachmann
- Société de production : Metro-Goldwyn-Mayer et SLM Production Group
- Distribution : Metro-Goldwyn-Mayer / United Artists (États-Unis), Cinema International Corporation (France)
- Pays d'origine : États-Unis
- Format : Couleurs - 2,35:1 - son monophonique - 35 mm
- Genre : drame
- Durée : 119 minutes
- Dates de sortie[1] :
  -  États-Unis : 2 décembre 1981 (avant-première à New York)
  -  États-Unis : 22 janvier 1982
  -  France : 12 mai 1982

## Distribution
- Richard Dreyfuss (VF : Bernard Murat) : Ken Harrison
- John Cassavetes : Dr Michael Emerson
- Christine Lahti : Dr Claire Scott
- Bob Balaban : Carter Hill
- Kenneth McMillan : Judge Wyler
- Kaki Hunter : Mary Jo Sadler
- Thomas Carter : Orderly John
- Alba Oms : Nurse Rodriguez
- Janet Eilber : Pat
- Kathryn Grody : Mme Boyle
- George Wyner : Dr Jacobs
- Mel Stewart : Dr Barr
- Lyman Ward : un docteur

## Production

### Origine théâtrale
Whose Life Is It Anyway? (en) est au départ une pièce de théâtre télévisée, diffusée le 12 mars 1972 sur Granada TV. On y retrouve l'acteur Ian McShane dans le rôle principal, sous la direction de Richard Everitt. Une nouvelle adaptation pour les planches est présentée six ans plus tard, lors d'une première au Mermaid Theatre de Londres le 3 mars 1978. Tom Conti y reprend le rôle de Ken Harisson, et Michael Lindsay-Hogg se charge de la mise en scène. La pièce se déplace plus tard dans l'année au Savoy Theatre, toujours à Londres, avant de migrer à Broadway, au Trafalgar Theatre, où elle ouvre le 17 avril 1979. Elle clôturera le 27 octobre, après 223 représentations. Conti, qui effectue là ses débuts d'acteur, reçoit le Tony Award du meilleur acteur dans une pièce cette même année,.
En 1980, l'auteur de la pièce Brian Clark propose une nouvelle version, où il inverse les sexes des deux rôles principaux. Cette variante est présentée dans l'année au Royale Theatre de New York, toujours sous la direction de Michael Lindsay-Hogg, et avec Mary Tyler Moore dans le rôle de Claire (anciennement Ken) Harisson. Cette dernière recevra peu après un Special Tony Award pour son interprétation. Une modernisation de cette version de la pièce est présentée en 2005 au Comedy Theatre (désormais Harold Pinter Theatre (en)) de Londres, avec Kim Cattrall jouant Claire.

### Développement
Edward Herrmann et Blythe Danner devaient initialement incarner Carter Hill et le Dr Claire Scott. Ils sont finalement remplacées par Bob Balaban et Christine Lahti.
Le tournage a lieu en novembre 1980 à Boston (Columbus Park, Faulkner Hospital, etc.). L'acteur Richard Dreyfuss est à cette époque régulièrement sous l'emprise de la cocaïne et ne tourne que quelques heures seulement par jour. Il avouera même quelques années plus tard ne pas se souvenir d'avoir tourné ce film.
Le réalisateur John Badham voulait tourner le film en noir et blanc mais la MGM refuse et préfère tourner en couleur puis convertir au noir et blanc. Deux projections test sont faites : la version en couleur à San José et une en noir et blanc à San Francisco. Après cela, le studio décide finalement de sortir la version couleur. Une seule séquence de Flashback sera conservée en noir et blanc.

## Autour du film
Le titre original du film Whose Life Is It Anyway? a été détourné pour le titre de l'émission d'improvisation théâtrale anglo-américaine Whose Line Is It Anyway?. Dans les éditions DVD, les sous-titres français présentent le nom de l'émission comme C'est ma réplique, après tout !.